# Leptogenys keysseri
Leptogenys keysseri é uma espécie de formiga do gênero Leptogenys, pertencente à subfamília Ponerinae.